# Dorian Rogozenko
Dorian Rogozenko (Chișinău, 18 d'agost de 1973) és un jugador d'escacs romanès d'origen moldau que té el títol de Gran Mestre des del 1996.
A la llista d'Elo de la FIDE del novembre de 2015, hi tenia un Elo de 2510 punts, cosa que en feia el jugador número 10 (en actiu) de Romania, i el número 690 del rànquing mundial. El seu màxim Elo va ser de 2576 punts, a la llista de juliol de 1999 (posició 141 al rànquing mundial).

## Resultats destacats en competició
Fou quatre cops campió juvenil de Moldàvia i el 1994 campió absolut de Moldàvia. També ha guanyat altres torneigs: Torneig de Moscou el 1992, Obert de Chemnitz el 1997, Bucharest al 1998, Obert d'Eforie al 1998, Lvov al 1995, Hamburg al 1997 i 2000.

### Participació en olimpíades d'escacs
Rogozenko ha participat, representant Moldàvia en els anys 1994, 1996 i 1998 i Romania l'any 2000, en quatre Olimpíades d'escacs, amb un resultat de (+18 =19 –9), per un 59,8% de la puntuació. El seu millor resultat el va fer a les Olimpíada del 1994 en puntuar 7½ de 9 (+6 =3 -2), amb el 68,2% de la puntuació, amb una performance de 2579.